# Michel Doré
Michel Doré (ur. 23 stycznia 1892, zm. 4 lutego 1945) – francuski kierowca wyścigowy.

## Kariera
W swojej karierze wyścigowej Doré poświęcił się startom w wyścigach Grand Prix oraz w wyścigach samochodów sportowych. W latach 1925, 1927-1928 Francuz pojawiał się w stawce 24-godzinnego wyścigu Le Mans. W drugim sezonie startów stanął na najniższym stopniu podium w klasie 2, a w klasyfikacji generalnej uplasował się na jedenastej pozycji. Rok później odniósł zwycięstwo w klasie 1.1, plasując się jednocześnie na siódmym miejscu w klasyfikacji generalnej.